# Xã Jackson, Quận Jasper, Missouri
Xã Jackson (tiếng Anh: Jackson Township) là một xã thuộc quận Jasper, tiểu bang Missouri, Hoa Kỳ. Năm 2010, dân số của xã này là 4.954 người.